# Shiki-Jitsu
Shiki-Jitsu (式日, Shikijitsu, lit. "dia ritual" o "dia cerimonial"), també coneguda com Ritual, és una pel·lícula d'art japonesa del 2000 escrita i dirigida per Hideaki Anno. La pel·lícula és el segon llargmetratge d'imatge real d'Anno. El guió és una adaptació de la novel·la d'Ayako Fujitani Tōhimu, que es va inspirar en un moment emocionalment difícil a Los Angeles treballant a la pel·lícula de 1998 del seu pare Steven Seagal The Patriot.
La pel·lícula explica la història d'un director (Shunji Iwai) que coneix una jove estranya (Fujitani). Amb un període de 33 dies, la trama implica aquests dos personatges que intenten sortir d'un funk emocional col·lectiu. Michael Ordona del Los Angeles Times va informar que la pel·lícula tenia "temes foscos de malalties mentals i ideacions suïcides". Shiki-Jitsu va guanyar un premi a la millor contribució artística al 13è Festival Internacional de Cinema de Tòquio.

## Argument
La pel·lícula segueix un jove director que torna a la seva ciutat natal d'Ube a la prefectura de Yamaguchi, i una jove excèntrica que coneix, les peculiaritats de la qual inclouen dir "demà és el meu aniversari" cada dia i amb roba molt inusual.
Però a mesura que passen els dies, sembla que la Dona té poc contacte amb la realitat i s'escapa constantment a un món fantàstic, mentre que el mateix Director és un antic director d'anime que busca fer una "pel·lícula real" i abraçar la realitat. Els dos finalment s'enamoren.
Al final, el Director enfronta a la Dona amb la seva mare, permetent a la Dona fer els primers passos al món real. La pel·lícula acaba amb la noia circulant el 7 de desembre com el seu veritable aniversari i les paraules "més enllà del dia 33: desconegut".

## Repartiment
- Shunji Iwai
- Ayako Fujitani
- Jun Murakami
- Shinobu Ōtake

## Estrena
La pel·lícula va ser produïda per Studio Kajino, una branca de Studio Ghibli, dirigida pel seu antic president Toshio Suzuki que va treballar a la pel·lícula com a productor executiu. Es va estrenar al Museu de Fotografia de Tòquio a Ebisu Garden Place el 7 de desembre de 2000.
La pel·lícula va ser llançada posteriorment en VHS i DVD per Buena Vista Home Entertainment Japan el 24 de juliol de 2003 com a part de la sèrie "Ghibli Cinematic Library". L'1 de juliol de 2020, la pel·lícula va ser llançada a Video on demand per King Records.